# Dorfkirche Buckow (Nennhausen)

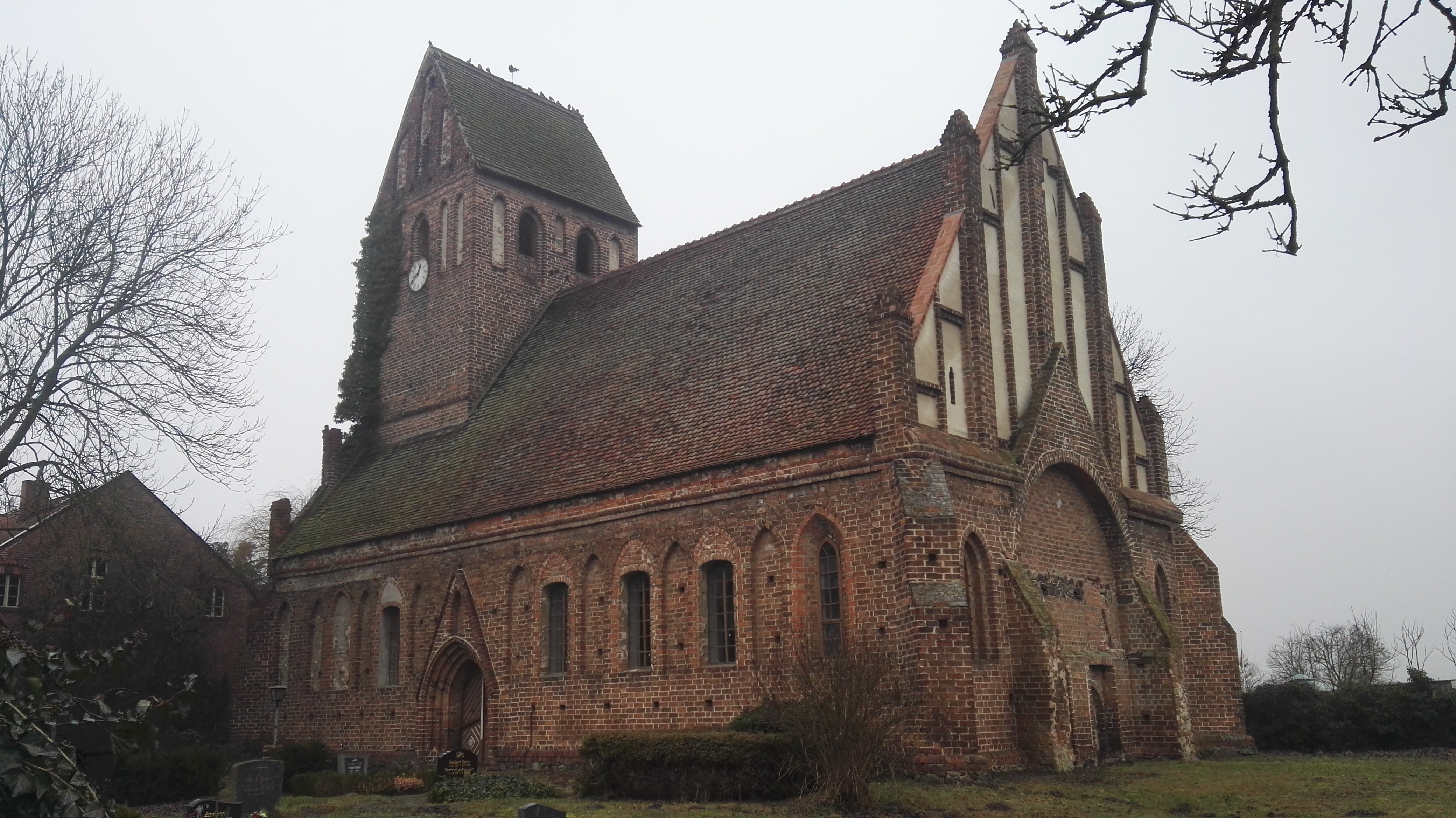
Dorfkirche Buckow (Nennhausen)

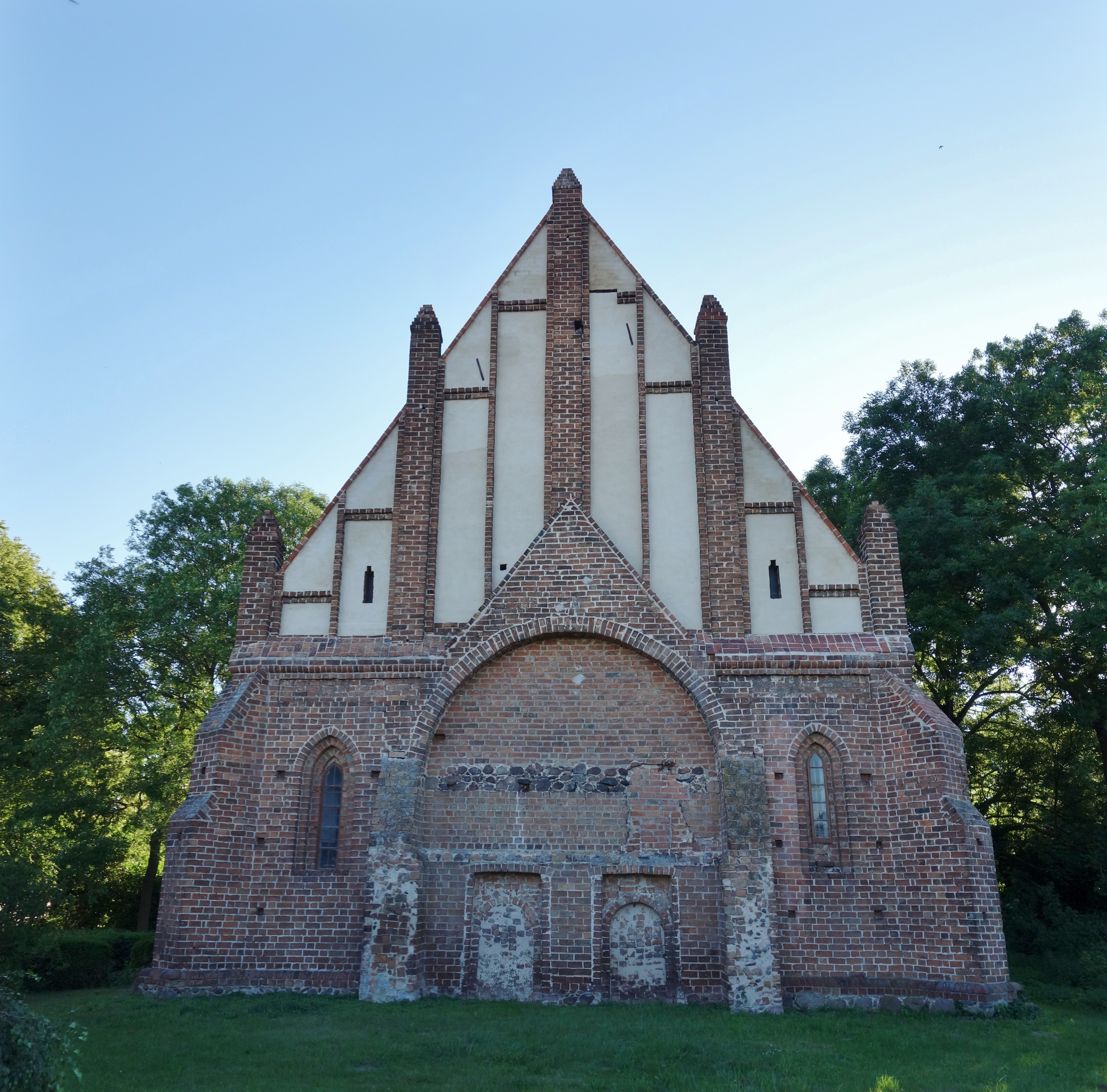
Ansicht von Osten

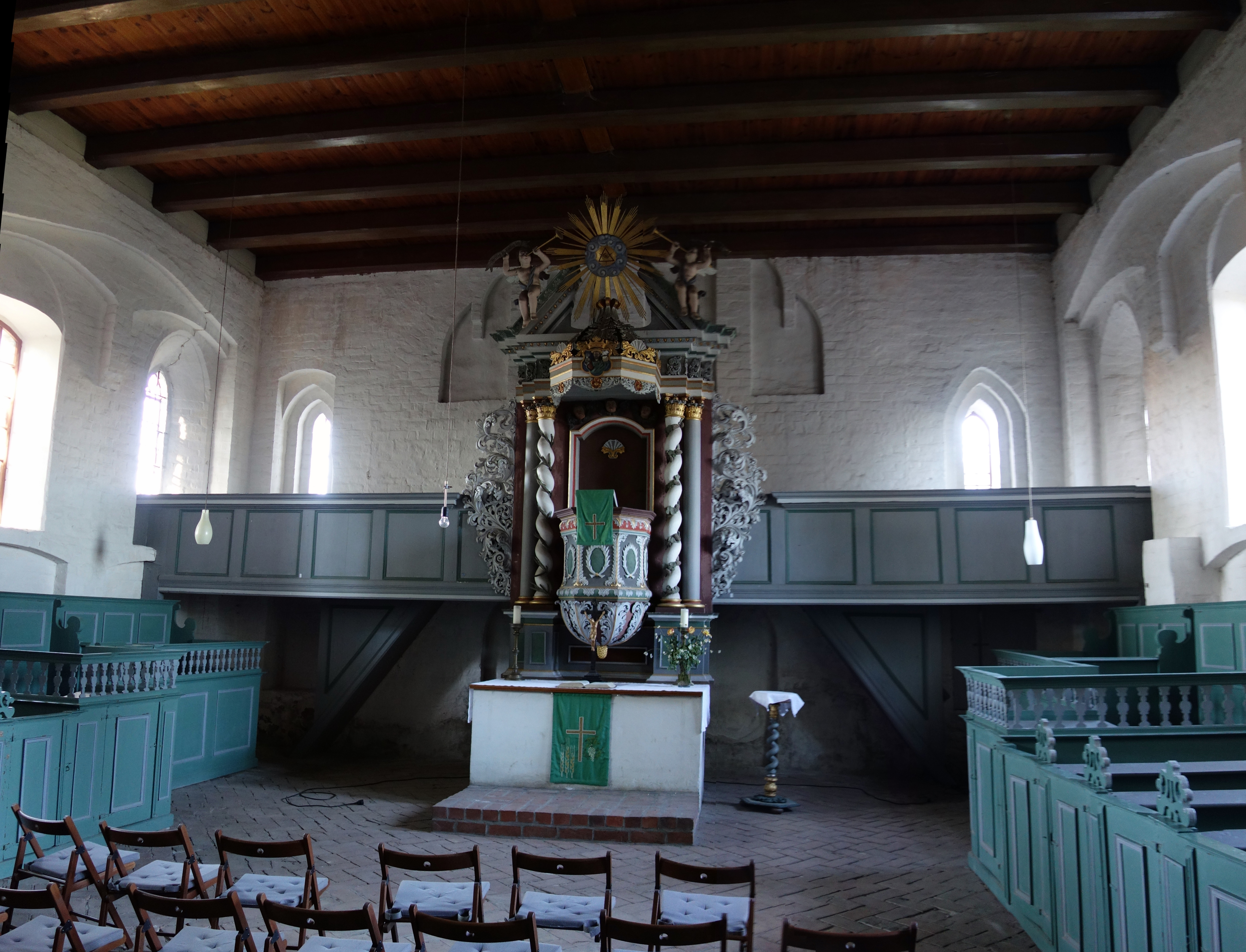
Innenansicht nach Osten

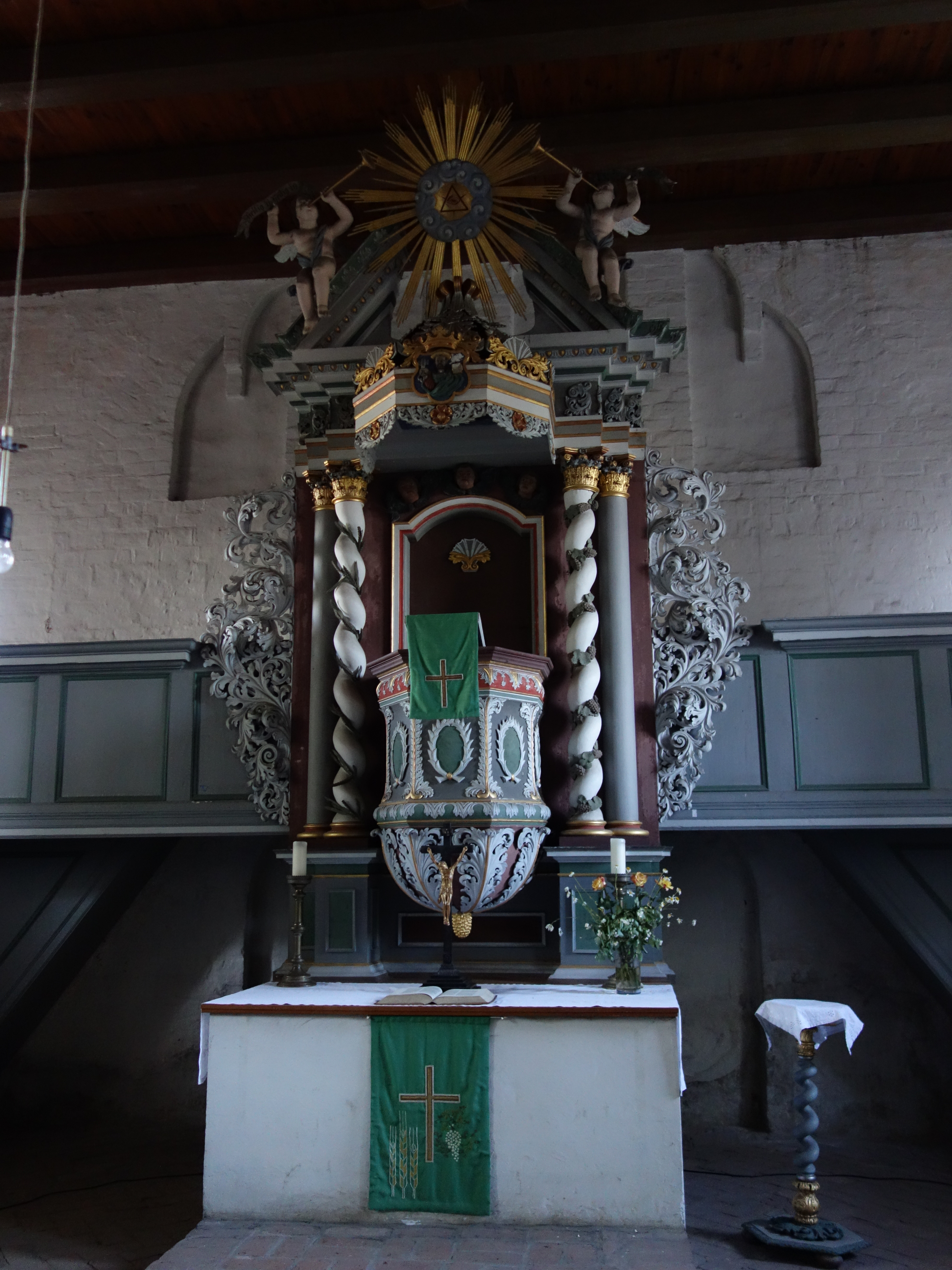
Altar und Taufe

Die evangelische Dorfkirche Buckow ist eine gotische Backsteinkirche im Ortsteil Buckow von Nennhausen im Landkreis Havelland in Brandenburg. Sie gehört zur Kirchengemeinde Nennhausen im Kirchenkreis Nauen-Rathenow der Evangelischen Kirche Berlin-Brandenburg-schlesische Oberlausitz und ist eine offene Kirche.

## Geschichte und Architektur
Die in der ersten Hälfte des 14. Jahrhunderts als Wallfahrtskirche errichtete Kirche ist ein einschiffiger Backsteinbau mit einem im Grundriss quadratischen, in das Schiff eingebauten, mehrfach veränderten Westturm mit quergestelltem Satteldach. Ein eingezogener Chor oder möglicherweise eine Kapelle an der Ostwand wurde bereits bei einem Umbau in spätgotischer Zeit abgebrochen. In den Jahren 1679 bis 1681 wurde die Kirche unter teilweiser Veränderung der Fenster erneuert. 
Im Jahr 2007 wurde ein Verkauf der Kirche erwogen. Ein Verein bemüht sich um die Erhaltung und Nutzung der Kirche für sakrale und kulturelle Zwecke.
Das Schiff ist außen ähnlich wie die Petrikapelle in Brandenburg durch einen regelmäßigen Wechsel zwischen Spitzbogenblenden und breiten Lanzettfenstern gleicher Höhe gegliedert. Während die Blenden eine gerade Leibung aufweisen, hatten die Fenster ursprünglich eine schräge Leibung. Leicht westlich von der Mitte der Seitenwände sind einander gegenüberliegende Portale angeordnet. Das südliche ist gedrückt spitzbogig mit Dreiviertelstabprofil im Gewände unter einem Wimperg angeordnet; das nördliche vermauerte zeigt einen Wechsel zwischen glasierten und unglasierten Ziegeln und entstammt wohl der Spätgotik. Auch die diagonal gestellten Eckstrebepfeiler, die rundbogige Blendengliederung der Westfassade und die beiden hohen Pfeilergiebel mit Fialen stammen aus spätgotischer Zeit. An der Ostwand sind der vermauerte Triumphbogen zum ehemaligen Chor und Spuren einer dort um 1730 angebauten, inzwischen aber ebenfalls abgebrochenen Sakristei zu erkennen.
Im Innern war das für ein Kreuzgewölbe vorbereitete Turmuntergeschoss ursprünglich in einem hohen Spitzbogen zum Schiff geöffnet. Die Längswände des Schiffes sind mit zweizoniger Blendengliederung versehen; die oberen breiteren Blenden fassen jeweils zwei Fenster zusammen. Die ansteigenden Blenden im oberen Bereich der Ostwand werden durch die in den Jahren 1679 bis 1681 eingezogene Balkendecke überschnitten, die wahrscheinlich eine ältere hölzerne Tonnenwölbung ersetzte.

## Ausstattung
Hauptstück der Ausstattung ist ein reich geschmückter Kanzelaltar aus dem Jahr 1730, der vor einer schlichten Ostempore steht. Er zeigt einen Aufbau mit Doppelsäulen und Akanthuswangen, am polygonalen Korb der Kanzel Blattwerk, auf dem Giebel zwei Posaunenengel und eine Strahlenglorie und ähnelt den Altären der Kirchen in Bamme, Gräningen und Liepe, die ebenfalls als Ortsteile zu Nennhausen gehören.
Ein graziler Taufständer auf einer gewundenen Säule wurde 1734 von Christoff Frentsche aus Ketzin/Havel geschaffen. Aus der gleichen Zeit stammen auch die Westempore, das Patronatsgestühl mit Balusterbrüstung und das Kastengestühl im Schiff mit Ornamentaufsätzen.